# 4268 Grebenikov
4268 Grebenikov è un asteroide della fascia principale. Scoperto nel 1972, presenta un'orbita caratterizzata da un semiasse maggiore pari a 2,6377843 UA e da un'eccentricità di 0,2619065, inclinata di 4,25225° rispetto all'eclittica.